# روبرتو ألفا
روبرتو ألفا (بالإسبانية: Roberto Alva)‏ هو مبارز بالسيف مكسيكي، ولد في 10 سبتمبر 1951.

## وصلات خارجية
- روبرتو ألفا على موقع أوليمبيديا (الإنجليزية)